# Calea Crucii

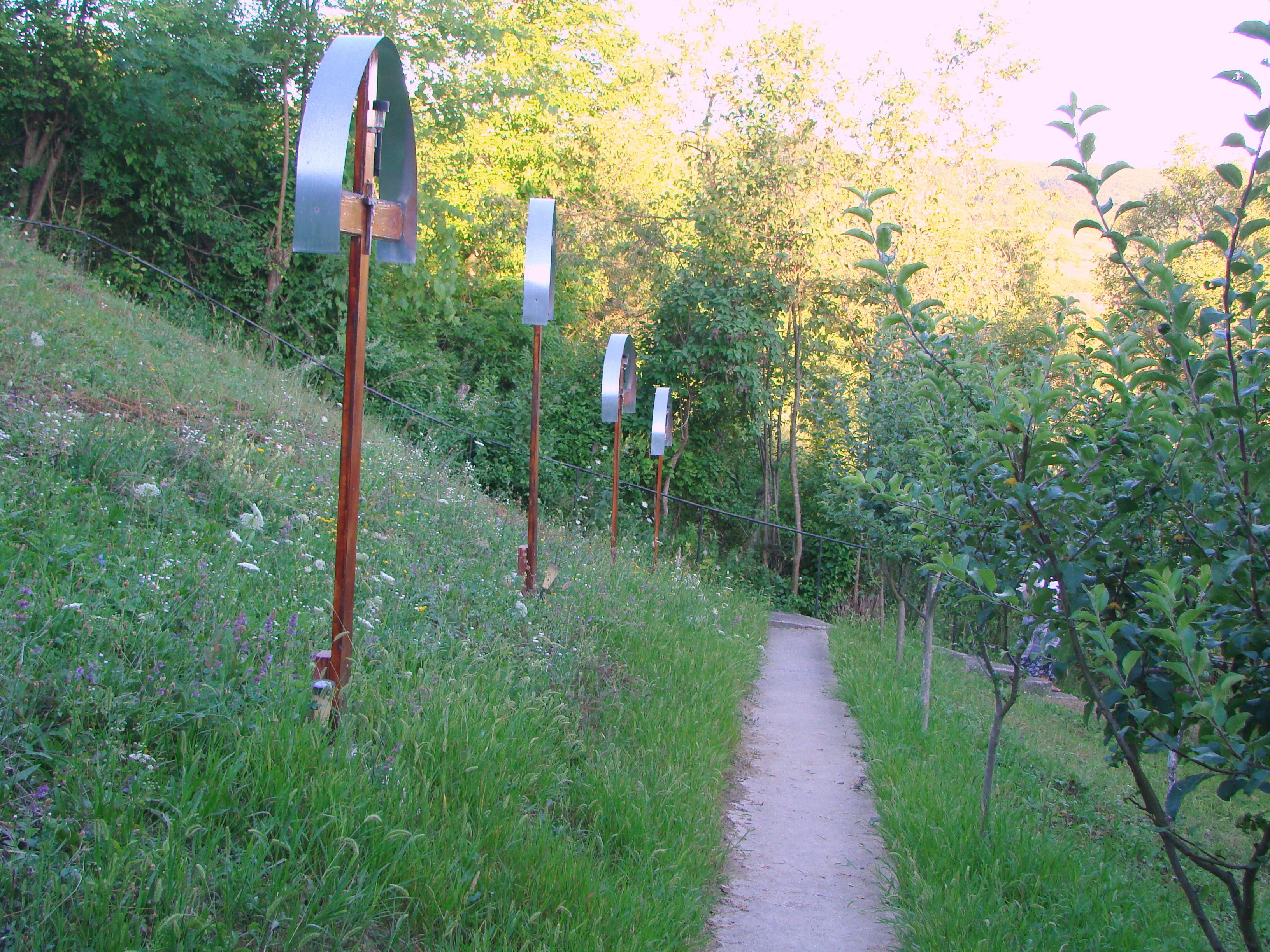
Calea Crucii din Gârbovița, județul Alba

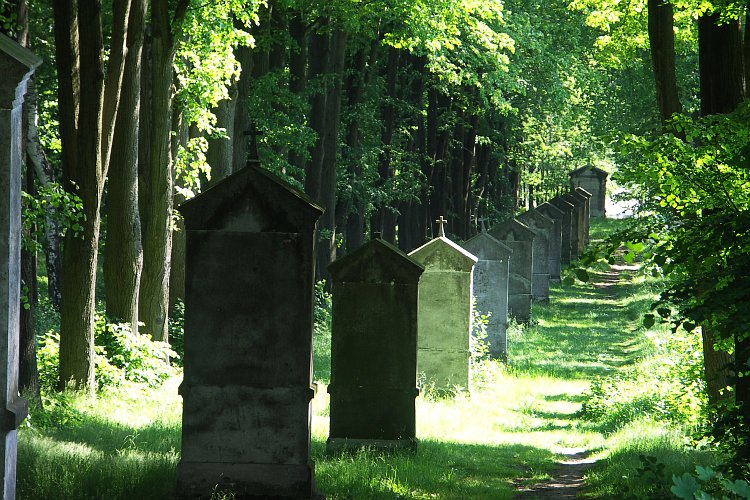
Calea Crucii din Cvikov, Boemia

Calea Crucii (în latină via crucis) este o practică religioasă romano-catolică constând în parcurgerea a 14 stații în amintirea Drumului Crucii străbătut de Isus Cristos la Ierusalim. Această formă devoțională a fost introdusă de franciscani în secolul al XIII-lea la Ierusalim, iar de acolo a fost răspândită în Europa Occidentală, pentru credincioșii care nu aveau posibilitatea de a se deplasa în Țara Sfântă. În Transilvania obiceiul a fost preluat și de creștinii ortodocși și greco-catolici.
O devoțiune catolică alternativă ce e asemănătoare practicii de mai sus e cea a Maicii Domnului, pur și simplu denumită "Calea Maicii Îndurerate" (Via Matris Dolorosae).  